# Gemeinschaftsschule auf dem Campus Rütli
Die Gemeinschaftsschule auf dem Campus Rütli (ehemals: Rütli-Oberschule, Heinrich-Heine-Oberschule und Franz-Schubert-Grundschule) ist seit 2009 eine Gemeinschaftsschule im Berliner Ortsteil Neukölln des gleichnamigen Bezirks. Die Schule wurde bundesweit bekannt, als Lehrer im März 2006 in einem Brief an den Berliner Bildungssenator eine Lösung des Gewaltproblems an der Schule gefordert hatten. Dies führte zu einer innenpolitischen Debatte über das Schulsystem in Deutschland, Gewalt an Schulen und die Integration von Kindern mit Migrationshintergrund.

## Geschichte
Das Schulgebäude wurde als 32./33. Gemeindeschule in Rixdorf (später: Neukölln) im Oktober 1909 eingeweiht. Während des Ersten Weltkriegs diente es als Kaserne, ab Januar 1920 wieder als Unterrichtsgebäude. 1921 besuchten 1400 Schüler die Lehranstalt. Ab Ostern 1923 erhielten zwei Schulen in dem Gebäude, die 31. und die 32., offiziell die Erlaubnis, als weltliche Gemeinschaftsschule zu wirken (ohne Religionsunterricht und mit gemischten Klassen). Die dritte Schule, die 41./42., wurde neu gegründet und nur als weltliche Schule/Sammelschule für Jungen bzw. Mädchen geführt. Prägend für die Schulen waren die reformpädagogischen Auffassungen ihrer Rektoren Wilhelm Wittbrodt und Adolf Jensen sowie das bildungspolitische Engagement vieler Lehrkräfte und Eltern; genannt sei Käthe Draeger, die nach 1926 dort unterrichtete. Arbeitsgemeinschaften, Fahrten und andere reformpädagogische Unterrichtsformen und Methoden prägten viele Schülerjahrgänge.
Sofort nach der „Machtergreifung“ der Nationalsozialisten wurde die Schule in der genannten Form aufgelöst. Ab 1943 war im Gebäude ein Lazarett eingerichtet.

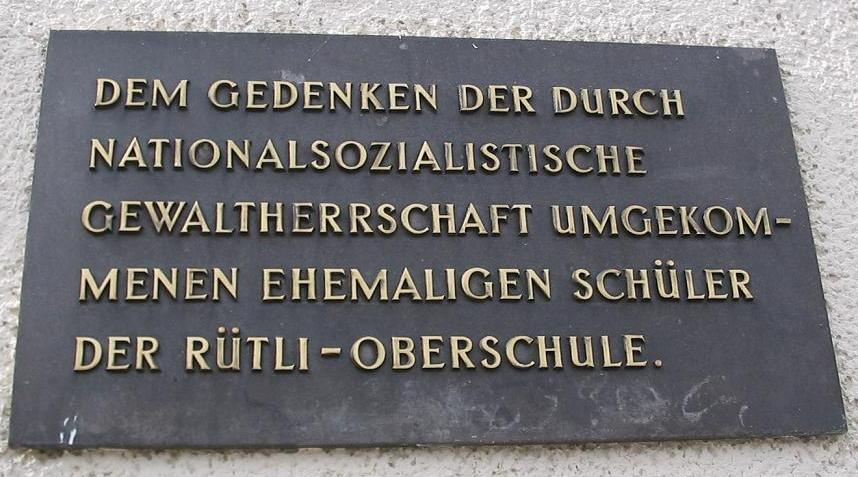
Gedenktafel

Als Schule wurde das Gebäude ab Juni 1945 wieder in Betrieb genommen. 1960 wurde die Schule – nach dem Namen der Straße, in der sie sich befindet und die nach dem schweizerischen Rütli benannt ist – offiziell in Rütli-Oberschule umbenannt. Ab 1966 war es in der Hauptschule möglich, eine freiwillige 10. Klasse zu absolvieren, die 1979 zur Pflicht für den erweiterten Hauptschulabschluss wurde und bei höheren Leistungsanforderungen und gutem Notenprofil auch die Möglichkeit eines Realschulabschlusses eröffnete.

## Demographische Schülerdaten zur Zeit der Krise
Im Schuljahr 2005/06 gab es 13 Klassen mit 142 Jungen und 126 Mädchen. Von den Schülern waren etwa 35 % arabischer, 25 % türkischer und 17 % deutscher Abstammung. Rund 80 % der Schüler waren Muslime. Die unterschiedliche Herkunft der Schüler stellte eine hohe pädagogische Herausforderung dar. Bereits 2004 berichtete die damalige Rektorin der Schule, Brigitte Pick, in der Presse, dass die multikulturellen Integrationsversuche zu scheitern drohen („Ich sehe eine große Verzweiflung bei den Lehrern.“). Sie selbst sei auch bedroht worden (Drohbrief, „Islam siegt“). Laut Brigitte Pick „liegt das eigentliche Problem weder in der arabischen, türkischen oder serbischen, sondern in der sozialen Herkunft der Schüler und ihren mangelnden Perspektiven. So hat im letzten Schuljahr kein Schüler einen Ausbildungsplatz erhalten. Auf der anderen Seite versagt die Lehrerbildung, die die künftigen Lehrer nicht auf die soziale Wirklichkeit vorbereitet.“
Im März 2006 gelangte die Schule in die Schlagzeilen, als publik wurde, dass die Lehrer angeblich die Auflösung der Schule gefordert hatten. Dies wurde später als unwahr dementiert, vielmehr hatten die Lehrer vom Senat eine Lösung des Gewaltproblems an der Schule und die Überführung der Schule in eine andere Schulform gefordert.

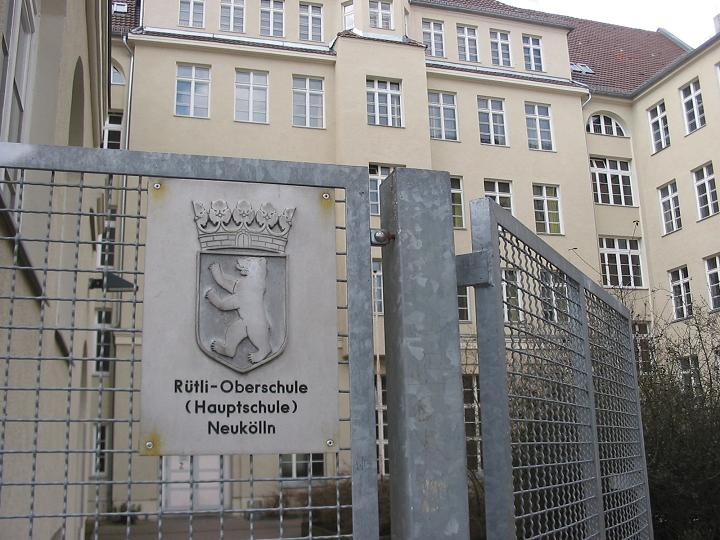
Rütli-Schule

Der damalige Berliner Senator für Bildung, Klaus Böger, sagte, dass kein Schulstandort Berlins aufgegeben werden dürfe. Dafür stehe den Lehrern Polizeischutz zur Verfügung, um angemessenen Unterricht aufnehmen zu können. In einem Interview mit dem Sender RBB erklärten die Verantwortlichen, dass künftig drei Sozialarbeiter helfen würden, die Probleme in den Griff zu bekommen. Im April 2006 baten der neue Interims-Rektor Helmut Hochschild und die Schulsprecherin Katrin El-Mahmout Medien und Politiker darum, die Schule weder in den beginnenden Wahlkampf Berlins hineinzuziehen noch die Einrichtung als „Hass-Schule“ zu bezeichnen. Insbesondere wurden auch Vorwürfe laut, Journalisten hätten Schüler für die Darstellung von Gewaltszenen bezahlt. Mit der Leitung der Rütli-Schule war von Oktober 2006 bis Sommer 2009 Aleksander Dzembritzki beauftragt. Im Februar 2007 veröffentlichte Brigitte Pick ein Buch, in dem sie ihre Erfahrungen als Leiterin der Rütli-Schule zusammenfasste. Der Titel wurde von ihr medienwirksam durch eine Serie in der Boulevardzeitung Bild ergänzt.

## Neue Schulorganisationsansätze
Ab dem Schuljahr 2009/2010 leitet Cordula Heckmann entsprechend einem Modellversuch des Senats, der pro Bezirk mindestens eine Gemeinschaftsschule vorsieht, die neugegründete Gemeinschaftsschule auf dem Campus Rütli, zu der außer den Klassen der Jahrgänge 1, 2, 7 und 8 auch die Jahrgänge 3–6 der ehemaligen Franz-Schubert-Schule (Grundschule) und die Jahrgänge 9 und 10 der ehemaligen Rütli-Schule (Hauptschule) und Heinrich-Heine-Schule (Realschule) gehören. Eine „Sekundarstufe II“ ist geplant. Die Gemeinschaftsschule ist das Zentrum des Campus Rütli und Schlüsselschule des Vorhabens ‚Ein Quadratkilometer Bildung‘.
Im letzten Schuljahr begann die erste Bauphase auf dem „Campus Rütli“, und die Gemeinschaftsschule erhielt eine Mensa, modernste naturwissenschaftliche Räume, neue Jahrgangslehrerzimmer und Sekretariatsräume. Neben Fachräumen für Chemie, Physik, Biologie, Musik und Bildende Kunst verfügt die Schule über eine Schulküche, eine Holz- und eine Metallwerkstatt, vier PC-Räume und zwei Turnhallen. Das Schulmuseum entstand in Zusammenarbeit mit dem Künstler Günter Evertz.
Im Schuljahr 2009/2010 gab es 17 Klassen. 90 % der Schülerinnen und Schüler waren nichtdeutscher Herkunft. In den Berliner Gemeinschaftsschulen soll die Zusammensetzung der Schülerschaft von der Einschulung bis zum Schulabschluss gleich bleiben. Das Ziel ist, dass alle Schülerinnen und Schüler unabhängig von der Empfehlung der Grundschule und von ihrer sozialen, kulturellen oder ethnischen Herkunft und vom Geschlecht, unabhängig von einer Religionszugehörigkeit und unabhängig von einer Behinderung gemeinsam mit- und voneinander lernen. Die Schwerpunkte der Unterrichtsgestaltung liegen im binnendifferenzierten, schülerzentrierten Umgang mit heterogenen Klassen und der individuellen Förderung. Das Motto lautet: „Eine Schule für alle! Kein Schüler bleibt zurück“ (Modellversuch).
Gemeinschaftsschulen sind Ganztagsschulen. Das bedeutet, dass an vier Tagen in der Woche der Schultag von 8 bis 16 Uhr dauert. Die Schülerinnen und Schüler haben die Chance, aus einem breiten Wahlpflichtangebot zu wählen, das vor allem am Nachmittag stattfindet. Daran schließt ein umfangreiches Nachhilfeprogramm zur Vorbereitung der Zehntklässler auf den Mittleren Schulabschluss in den Fächer Deutsch, Englisch und Mathematik an. Zusätzliche Vorbereitungskurse finden gegebenenfalls in den Schulferien als Feriencamps statt. Es gibt eine Mittagspause mit Speiseangeboten sowohl in der Mensa als auch in der Cafeteria. Daran schließt sich ein „Mittagsband“ mit einem vielfältigen Freizeit- und Lernangebot an. Im Campus Rütli werden Kurse für Klettern, Schach, Trommeln, Tischtennis, Computer, Theater, Türkisch, Arabisch und Instrumentalunterricht angeboten.

## Aktuelle pädagogische Projekte
Projekt „Wahlpflicht-AG Boxen“
Am 1. September 2006 startete das Wahlpflichtfach Boxen. Das Angebot ist der Versuch, den Jugendlichen über den Sport Regeln und Werte zu vermitteln. Der Initiator und Trainer dieses Projekts, Michael Bensch, dokumentiert den Fortschritt dieses Projekts im Internet-Blog.
Projekt „Rütli Wear“

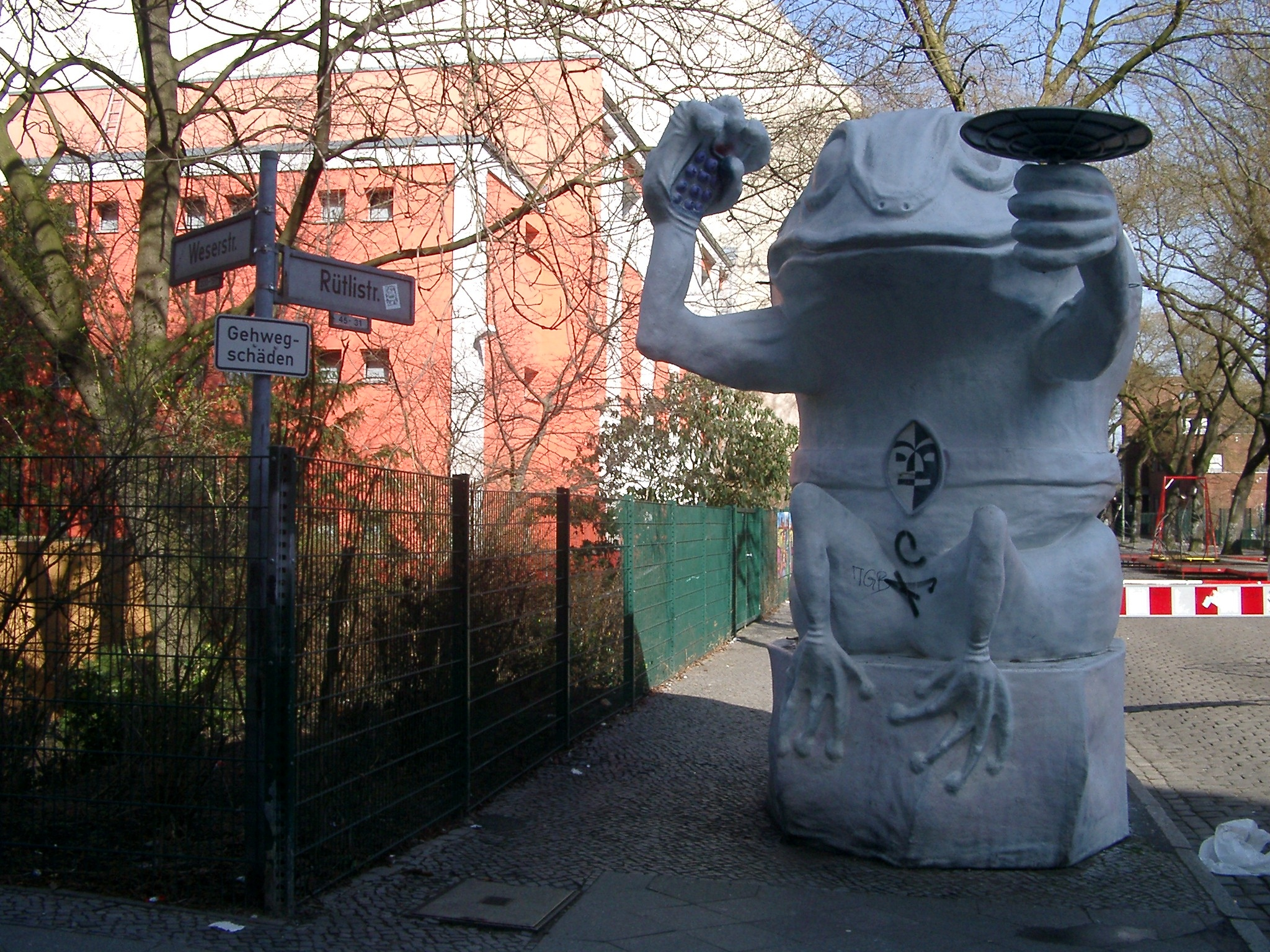
Eingang Rütlistraße links …

Im Jahr 2006/2007 wurde das Projekt „Rütli Wear“ gestartet. Dabei können Schüler der achten bis zehnten Klassen im Siebdruck-Verfahren T-Shirts mit eigenen Grafiken produzieren und online vermarkten. Dabei erwerben sie grafische, handwerkliche und Computer-Kenntnisse sowohl im Unterricht als auch in der Werkstatt einer Druck-Firma. Geplant ist zusätzlich der Aufbau des Schülerunternehmens „T-Shirt-Produktion“, dessen Gewinn in einen Schulfonds fließen soll, um auch die kommerziellen Aspekte des Projektes aus der Hand der drei studentischen Initiatoren in Schülerhand zu geben.

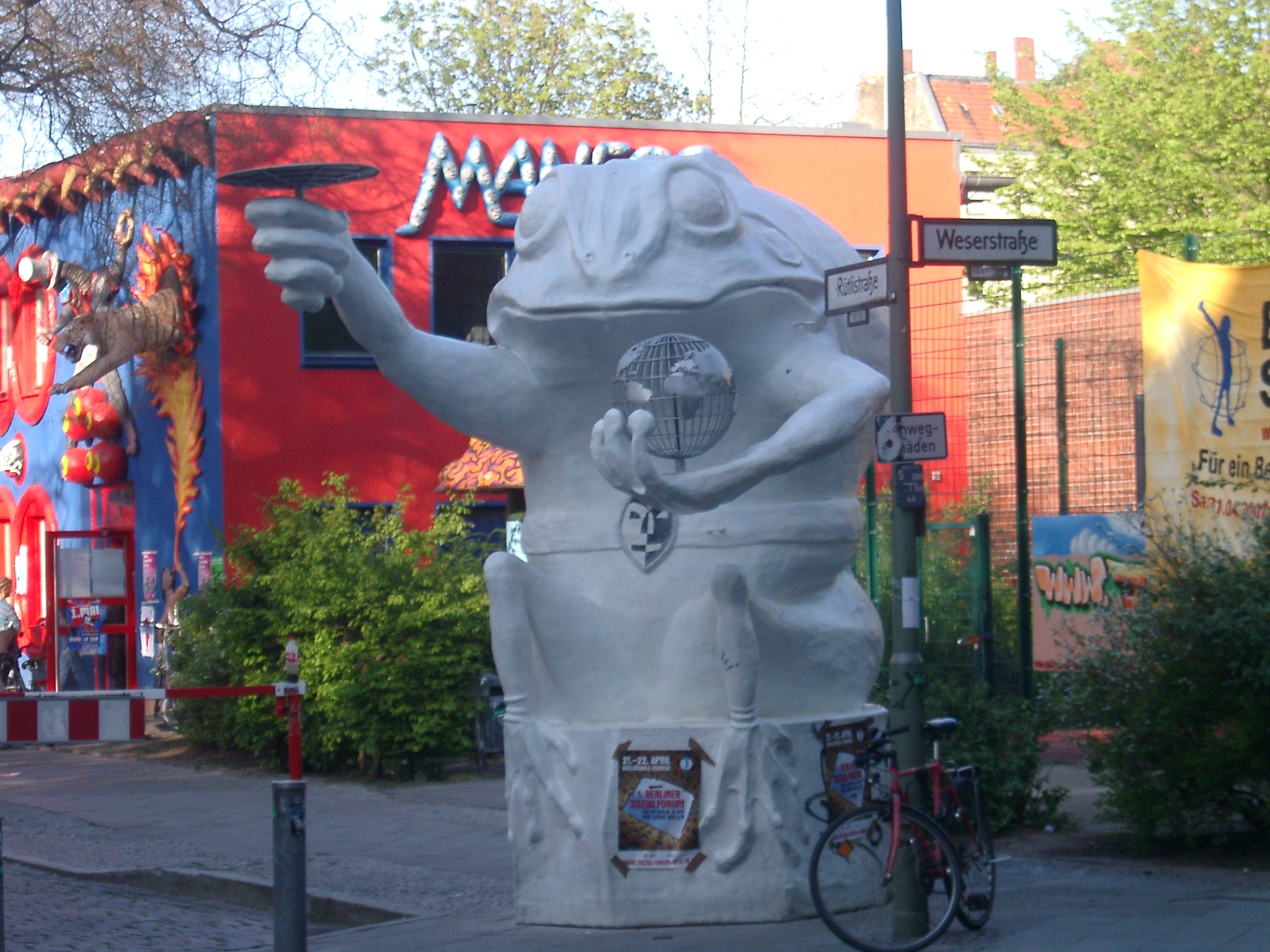
… und rechts

Workshop der Showgruppe „Young Americans“
Vom 22. bis zum 24. Mai 2006 fand ein dreitägiger Workshop mit der 1962 gegründeten US-amerikanischen Showgruppe The Young Americans statt. Vor gut 900 Zuschauern führten die Schüler zum Abschluss des Workshops ein Musical vor.
Projekt „Zurück in die Zukunft“
„Schulaussteiger“ sollen wieder mittels vielfältiger Maßnahmen hinein geholt werden in den Lebensprozess mit Zukunft.
Patenschaft
Im Jahre 2007 wurde ein Patenschaftsvertrag zwischen dem Maxim-Gorki-Theater und der Rütli-Schule unterschrieben.
Kooperationsvertrag
Zur Unterstützung einer frühzeitigen Berufsorientierung der Schülerinnen und Schüler wird die Schule durch ein Tochterunternehmen der Deutschen Bahn AG unterstützt.

## Prominente ehemalige Schüler
- Horst Bosetzky (1938–2018), Schüler von 1946 bis 1951, bekannter Berliner Kriminalschriftsteller (Pseudonym -ky)
- Arno Funke (* 1950), Kaufhauserpresser, bekannt unter dem Pseudonym Dagobert
- Hanno Günther (1921–1942), Schüler 1928–1934, kommunistischer Widerstandskämpfer gegen den Nationalsozialismus[16]
- Hildegard Jadamowitz (1916–1942), kommunistische Widerstandskämpferin gegen den Nationalsozialismus
- Walter Ruge (* 1915, † nach 2009[17][18], 1933 mit dem Bruder Wolfgang in die Sowjetunion, dort ab 1939/1940 bis 1954 in Arbeitslagern)
- Wolfgang Ruge (1917–2006) (1933 in der Sowjetunion, Arbeitslager bis 1956, später SED-Historiker)
- Werner Steinbrink (1917–1942), kommunistischer Widerstandskämpfer gegen den Nationalsozialismus, Mitglied der Herbert-Baum-Gruppe

## Prominente ehemalige Lehrer
- Herbert Busse, Reformpädagoge und kommunistischer Bildungspolitiker; Lehrer, Konrektor (31. Gemeindeschule) und Stadtrat (1945) in Berlin-Neukölln, später diverse Ämter in der SBZ/DDR
- Käthe Draeger, kommunistische Politikerin, Pädagogin und Psychoanalytikerin. Lehrerin (Einstellung 1926)
- Fritz Hoffmann, Reformpädagoge, „singender“ Lehrer und Schulleiter an der damals „31. Gemeindeschule“ und ab 1948/49 einer Einheitsschule in Berlin-Neukölln (Britz), der heutigen Fritz-Karsen-Gemeinschaftsschule
- Adolf Jensen, sozialdemokratischer Reformpädagoge u. a. in Hamburg und Berlin-Neukölln, Professor in Braunschweig
  - Hans Löhr hat auf Vermittlung von Wilhelm Lamszus an der Rütli Schule hospitiert und sich zusammen mit Heinrich Rodenstein und Leo Regener für Jensens Berufung nach Braunschweig engagiert
- Fritz Lange, Lehrer (1919–1924 an der 32. Gemeindeschule), kommunistischer Publizist, Bildungspolitiker, Stadtverordneter, Volksbildungsminister der DDR
- Bruno Lindtner, Reformpädagoge, Sozialdemokrat und aktives Mitglied der Roten Kämpfer in Berlin-Neukölln, Zuchthaus, Strafbataillon, Leiter einer Antifa-Schule, der SED-Parteischule Grünau, der Volkshochschule Berlin-Köpenick
- Friedrich Weigelt, sozialdemokratischer Reformpädagoge, Gewerkschafter, Publizist und Journalist, Schulrat
- Wilhelm Wittbrodt, sozialdemokratischer Reformpädagoge, Politiker und Esperantist. Lehrer, dann Schuldirektor (1925–1933) und nach 1945 Hauptschulrat